# Xau
Xau (także Dow) – płytkie jezioro w środkowej części Botswany, na południe od rzeki Boteti, położone ok. 270 km na zachód od miasta Francistown i ok. 400 km na północny zachód od Gaborone.
Jezioro, którego powierzchnia dochodziła do 300 km², obecnie liczy ok. 120 km². Głębokość Xau zwykle nie przekracza kilku centymetrów, a okresowo jezioro całkowicie wysycha.
Fauna i flora jeziora, dawniej dość liczna (krokodyle, hipopotamy, ryby, roślinność podwodna), obecnie jest uboga i ogranicza się głównie do trzcin porastających wybrzeże. 